# 長尾豚鼠
長尾豚鼠（學名：Dinomys branickii）屬於長尾豚鼠科，是一種罕見的齧齒動物，形似無尾刺豚鼠，但有短而多毛的尾。又稱假無尾刺豚鼬鼠或布拉尼克無尾刺豚鼠，分布於南美洲。體長不含尾巴可達 79 cm（31英寸），體重可達 15（33磅）。
長尾豚鼠為夜行性並且只發現於亞馬遜盆地西部至安地斯山脈的山麓處。分布從委內瑞拉西北部、哥倫比亞至玻利維亞西部，包括永加斯為科塔帕塔國家公園中的常見物種。
長尾豚鼠為長尾豚鼠科下的一屬一種，原先歸類在鼠總科下，但在之後與其他已滅絕的南美洲齧齒目物種 Phoberomys pattersoni 和莫尼西鼠一同分類至長尾豚鼠科中。
長尾豚鼠通常以 4-5 隻家庭成員為單位行群體行動。

## 外部連結
- Pacaran on on Mammal Species of the World
- . ITIS.
- Animal Diversity Web （页面存档备份，存于）
- http://www.animalinfo.org/species/rodent/dinobran.htm Pacarana on Animal Info （页面存档备份，存于）